# Jakab és Komor téri zsinagóga
A szabadkai Jakab és Komor téri zsinagógát 1902 szeptemberében, a zsidó nagyünnepek alkalmával szentelték fel, ekkor vehette birtokába a szabadkai zsidóság az új, nagy zsinagógáját. Építészei Komor Marcell és Jakab Dezső budapesti műépítészek voltak, akik az épületet a szecesszió, a magyar szecesszió stílusában álmodták meg. Az üvegablakok Róth Miksa budapesti műhelyében készültek. A századforduló Szabadkáján 3400 izraelita élt, a zsinagóga átadásakor hitközségi elnökük a neves író, dr. Milkó Izidor volt.

## Építése
A Zsidó, majd később Erdő nevet viselő utcában a 19. számú portán épült fel 1838-ban az első zsinagóga, amit 1850-ben a homlokzati részen kibővítettek. A hitközség létszámának növekedése szükségszerűen felvetette az új, nagy neológ zsinagóga építésének gondolatát. Az 1894 júniusában tartott közgyűlésen született meg az erről szóló határozat. A templomépítő bizottság hangsúlyozta, hogy „nélkülözhetetlenné vált az új zsinagóga felépítése”. Később Kunetz Ignác bizottsági elnök örömmel közölte, hogy a pályázatra többen is jelentkeztek, így Jakab Dezső és Komor Marcell budapesti mérnökök, Raichle J. Ferenc és Mólcer Mátyás szabadkai, ismert építészek, valamint Rottenstein Gyula és Rényi Zsigmond. Az építőbizottság Jakab és Komor terveit fogadta el, akik 1899-ben azonos tervvel pályáztak Szegeden, az ottani zsinagóga megépítésére, ám az ottani fényűző, de hagyományos zsinagógát a budapesti építészmérnök, Baumhorn Lipót tervei alapján építették fel. A zsidó közösség meleg fogadtatásban részesítette a szegedi pályázat „veszteseit”, így az építkezéshez hamarosan hozzáfoghattak.
A zsinagóga a magyar szecesszió jegyeiben épült 1902-ben. A magasan kiemelt kupola a zsidó egyetemesség szimbóluma, amely a keleti ötvösség gazdagságában kidolgozott lanternával, illetve a hatágú csillaggal zárul. Ez a motívum az Örökkévalóval fennálló és meg nem szűnő kapcsolatot is jelenti. A négy kisebb kupola a világ négy égtájának a kifejezője. A beltér kialakításában többszintű stilizált növényi illetve geometriai díszítőelemeket láthatunk.
A pompázó színharmóniával az volt a céljuk, hogy az istentiszteletre érkező hívőket az öröm érzése hassa át. Az aranyozott, domborműves díszítőelemek a zsidó szellemi gazdagságra utalnak. A frigyszekrény két oldalán az első szentély márványoszlopait imitáló oszlopok aranyozott pálmalevelekkel zárulnak. Magasan felette foglalnak helyet a táblák. A frigyszekrény előtt két oldalon állt a hétágú gyertyatartó, a menóra. Hogy a beltér minél ünnepélyesebb legyen, a kupoláról leereszkedő, barokkos iparművészeti remekben megalkotott csillárban gyönyörködhettek a hívők.

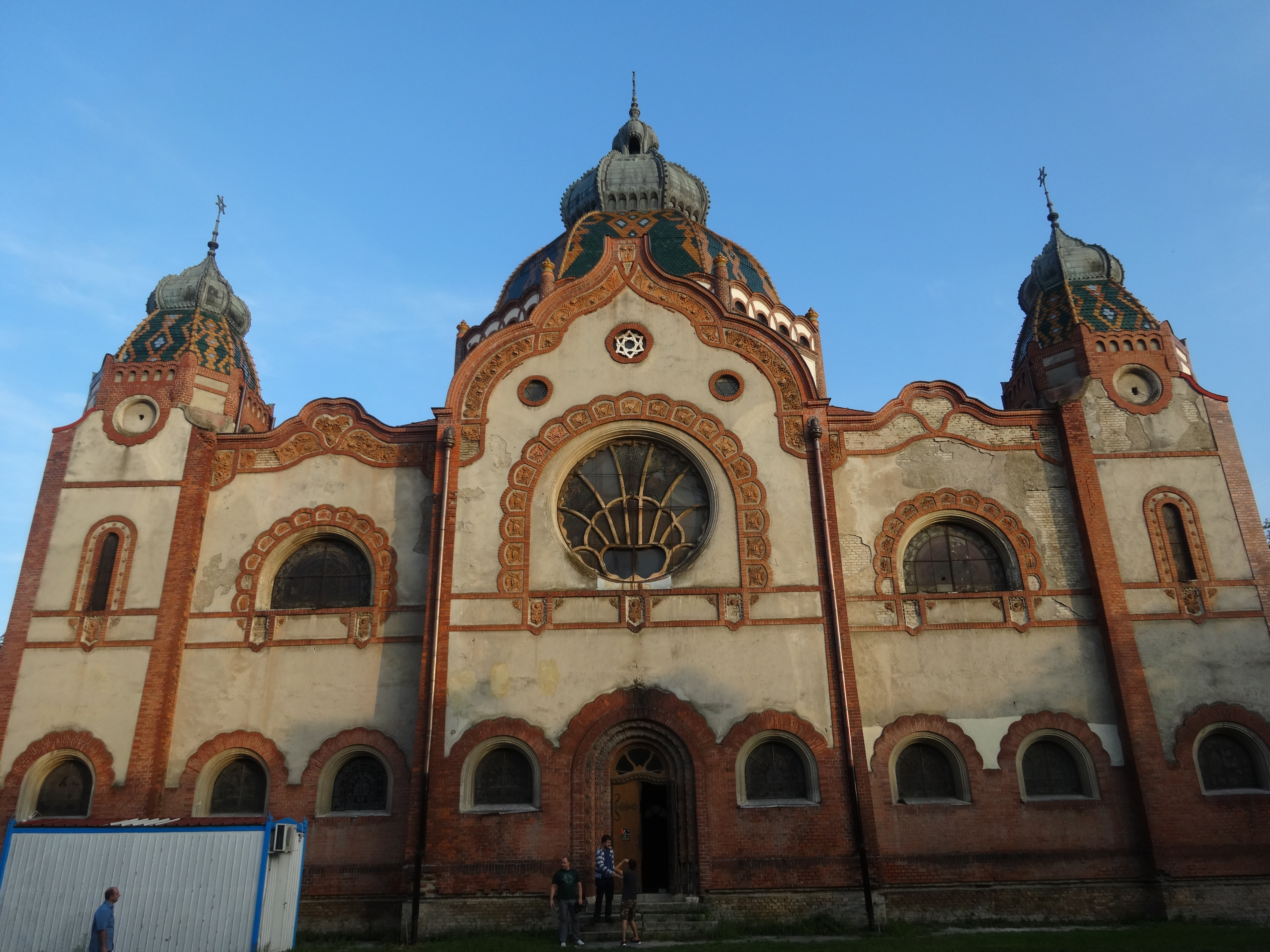
Az épület homlokzata

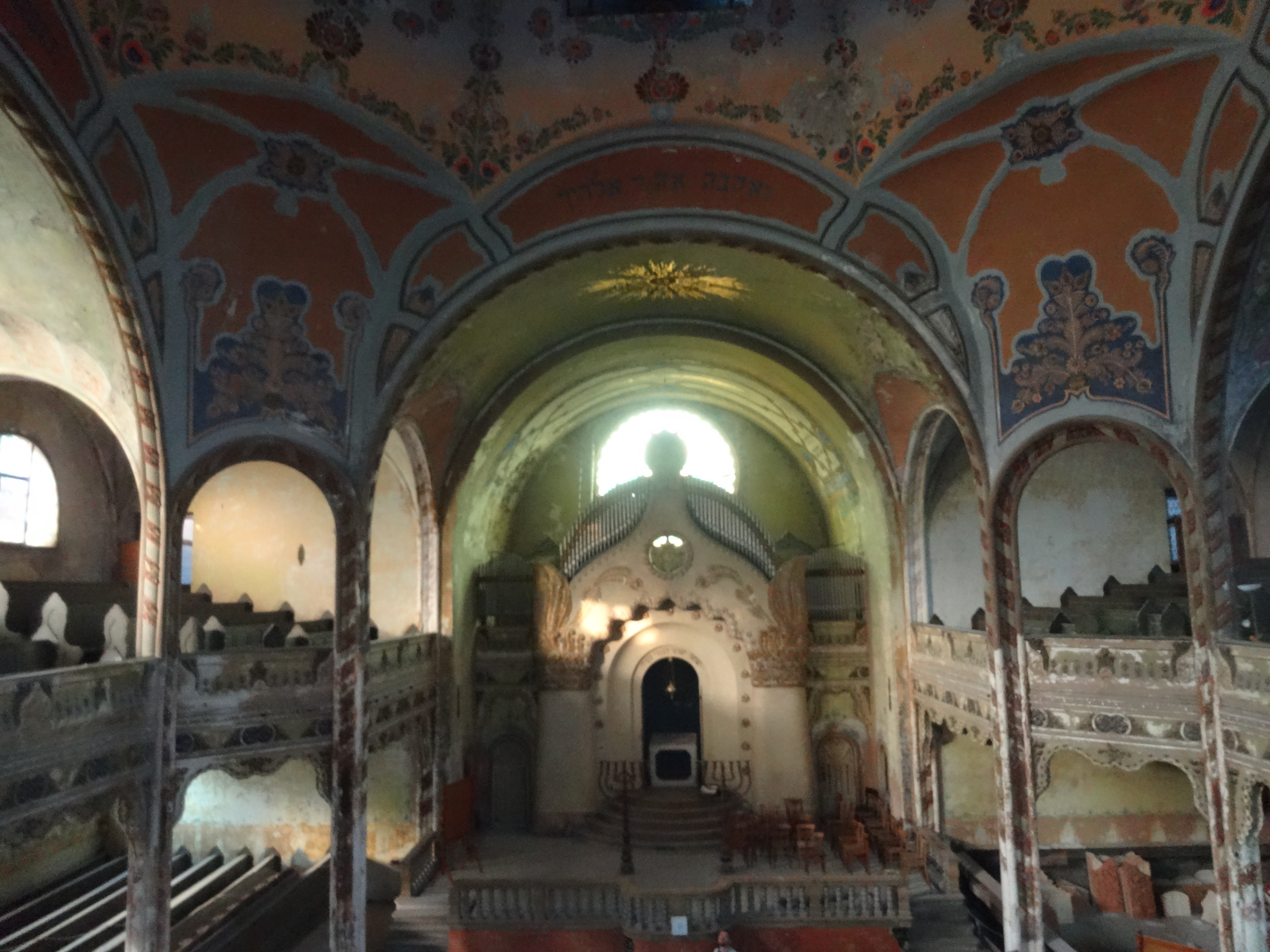
A belső tér sokáig igen romos állapotban volt

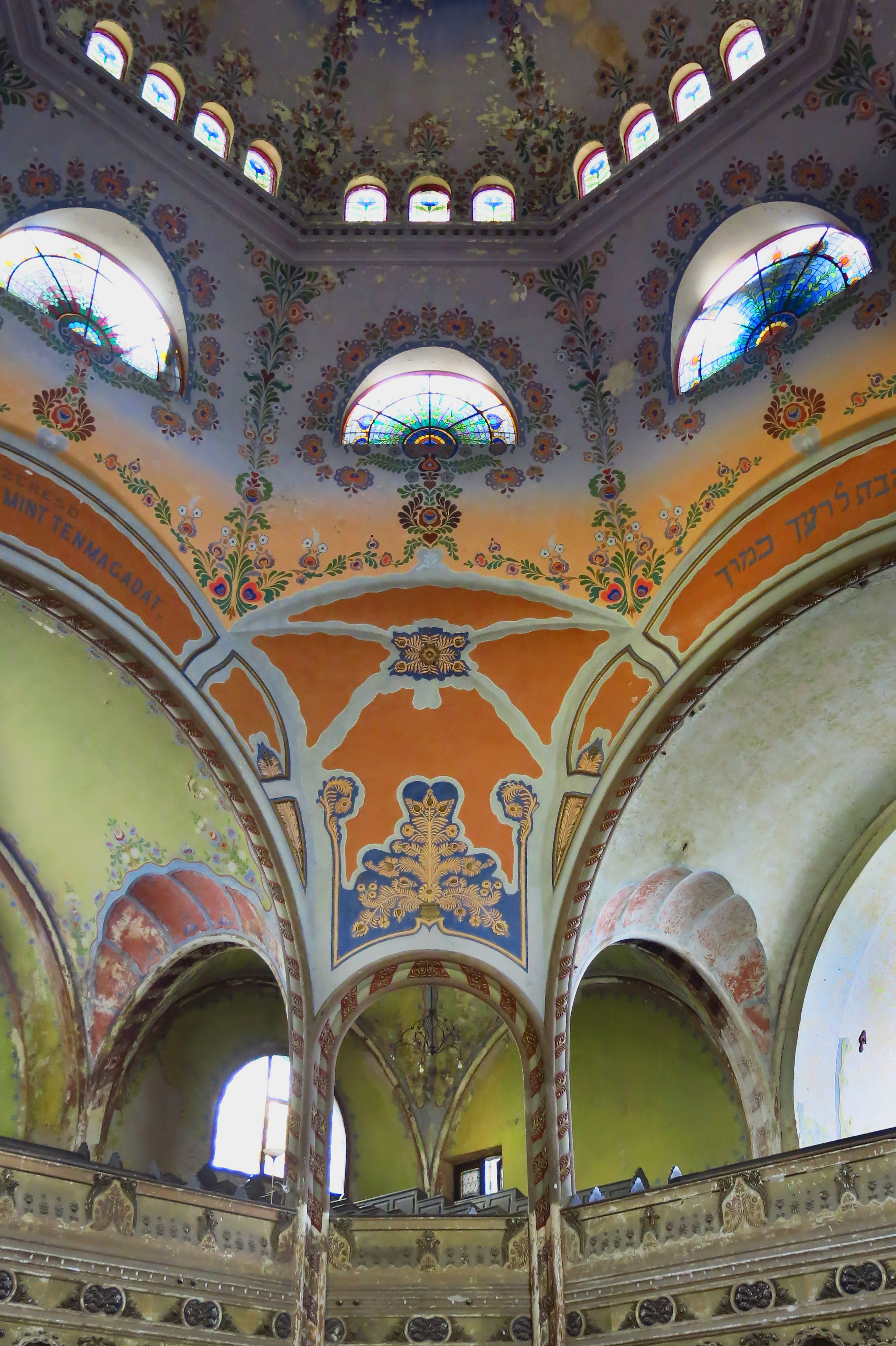
A belső tér egy részlete

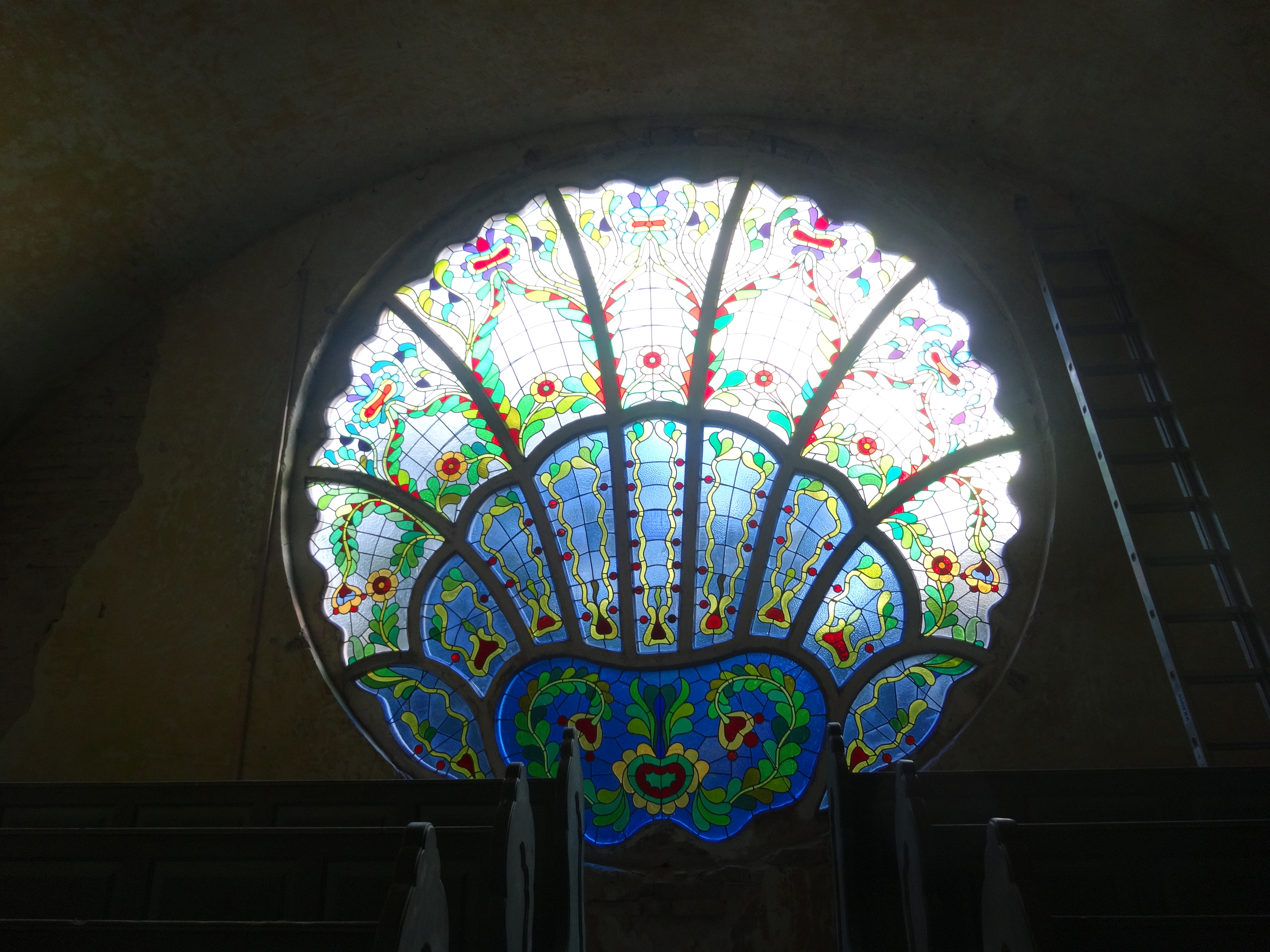
Üvegablak

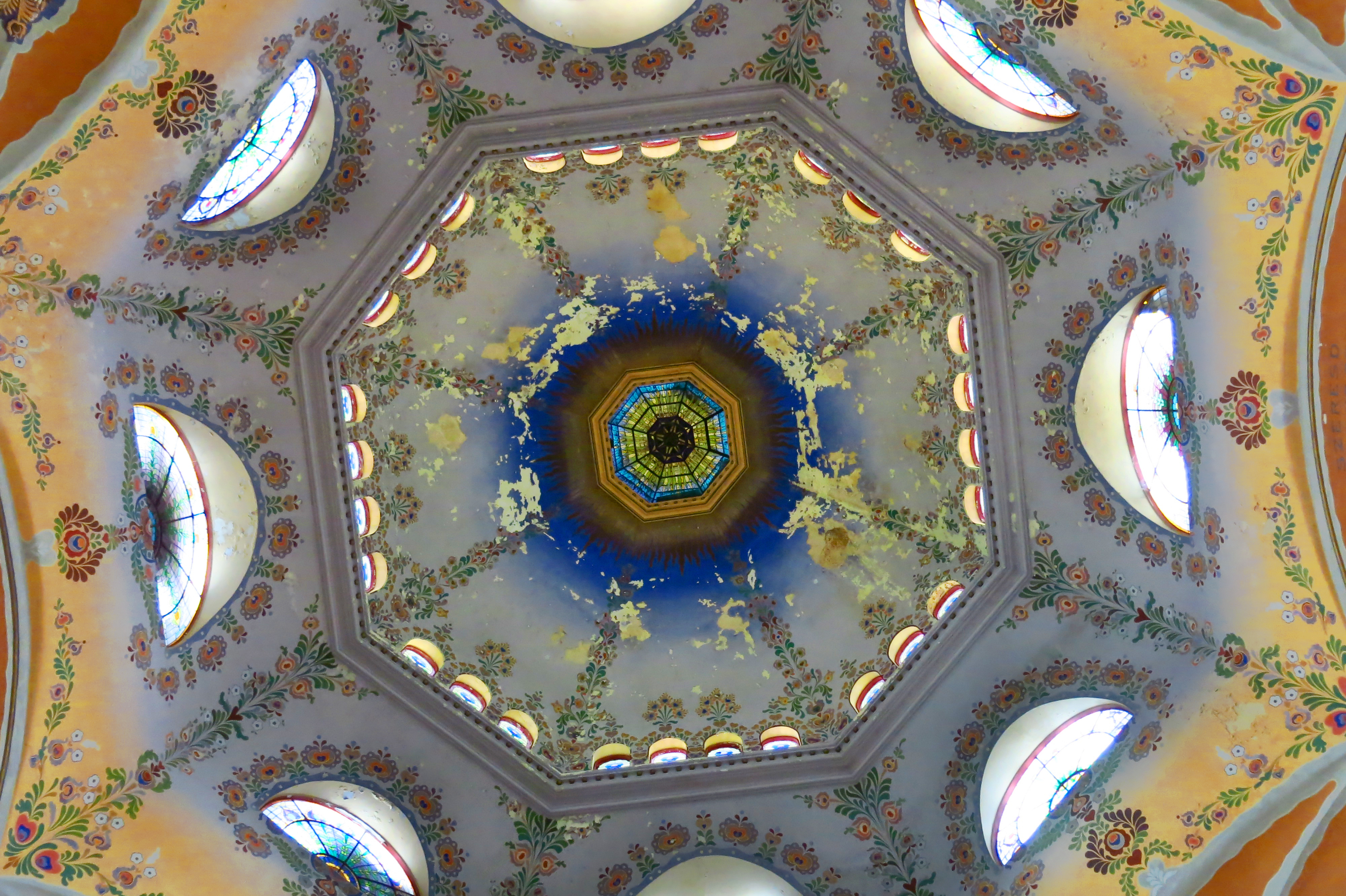
Magyaros népi motívumokkal díszített kupolabelső

A zsinagóga földszinti része okkerbarna színekből indul ki, ami Júdea földjét szimbolizálja, azután felfelé haladva áthajlik a rózsaszínbe, majd a magasban világoskékbe árnyalódik, míg a kupola magasságában már a mélykék dominál. Közben stilizált virág- és növényelemeket látunk. Így kötődik össze a földi élet a mennybolttal. Jakab és Komor az orgona felett mélykék alapon csillagos égboltot tervezett, ami Ábrahám szövetségét lett volna hivatott jelenteni, ám helyette a végén keleti szőnyeget festettek. A kupola monumentális szépségét, formagazdagságát a napkorong zárja. Ebbe az egységbe olvadtak bele a sötétzöld színű padok.
Az épület nemcsak külsejében, de szerkezetileg is különleges: a laza talaj nem bírta volna a hatalmas kupolát, így azt a földbe süllyesztett betonoszlopok tartják. A beton használata a 20. századi megújult technológia egyik első esete. A kor új építészeti megoldásának számít a vas használata, amely a központi kupolát tartja és a gipsz díszítmény mögé van elhelyezve. A nagy ívű és meredek szögű kupola Rabitz-szerkezetű – tulajdonképpen hálóra rávitt gipszvakolat. Önsúlya sokkal könnyebb mint a téglaberakású kupoláké, ezért is lehet ilyen nagy a kupola központi íve. A négyszögletes alaprajzú épület 776 négyzetméteres alapterületű. Közép-Európában csak a budapesti Dohány utcai zsinagóga nagyobb: 967 négyzetméter.

## Története
Az új zsinagóga átadási ünnepsége délután vette kezdetét. A belső tér fényárban úszott, amikor kigyulladtak a csillár lámpái. Az átadási ünnepség az Erdő utcai zsinagógában kezdődött. Itt Kuttna Mór ortodox főrabbi a frigyszekrényből kiemelt három Tórát. Innen baldachin alatt vitték át a szent tekercseket az új zsinagógába. A menetet a polgárok és a hívők százai kísérték. Bevonuláskor megszólalt az orgona. Lenyűgöző hangjának kíséretében vitték be és helyezték el a frigyszekrénybe a Tórákat. Ezt követően Kuttna Mór főrabbi meggyújtotta az öröklámpát, miközben imával köszönte meg az Örökkévalónak ezt a szép napot. Ezután dr. Singer Bernát mondott ünnepi beszédet.  
1926-ban egy vihar jelentős károkat okozott, emiatt restaurálni kellett a zsinagógát. A második világháború idején a 6000 főt számláló zsidóság többsége az auschwitzi koncentrációs táborba  került, ahonnan kevesen tértek vissza. A holokauszt után a zsinagóga elhagyatottan állt. A túlélők csak néhány szertartást tartottak, de az épület állapota gyors ütemben romlott. 1970-ben a központi kupola elfordult és oldalra billent. A kár olyan mértékű volt, hogy kétségessé vált az egész épület fennmaradása. Az újjáépítés elkerülhetetlen lett.
Az 1980-as évek második felében egy avantgárd színház költözött be az épületbe. Szomszédságában ugyanis egy négyemeletes luxuspalota építését határozták el, ám ennek alapozása esetén az alatta levő futóhomok megindult volna úgy, hogy a templom összedőlt volna. Az akció a szabadkai polgárok éles ellenállásába ütközött. 1989-ben az UNESCO szakbizottsága azt javasolta, hogy az építményt nyilvánítsák a világ kulturális hagyatékának részévé. 1990-ben Szerbia is a kiemelt jelentőségű műemlékek közé sorolta. A szabadkai zsinagóga egy ideig a világ tíz legveszélyeztetettebb zsinagógái közé is tartozott, és ilyen állapotban utolsójára a 2000-es évek elején tartottak benne szertartást.
A rendkívül leromlott állapotú épületet felújítását 2014-ben határozta el a magyar kormány. A felújítási munkálatok 2018 elejére fejeződtek be, és 2018. május 7-én a szabadkai zsidó hitközség ünnepélyes keretek közt újraavathatta a zsinagógát. Isak Asiel, Szerbia főrabbija vezetésével helyezték be a Tóratekercseket a Tórafülkébe, ezzel ismét imahellyé vált az épület.

## Turistafogadás
A zsinagóga 2014 novemberétől nem fogad látogatókat.
2018 januárjától újra látogatható a zsinagóga, hétfő kivételével minden nap.

## Érdekességek
2011-ben és 2012-ben egy négy darabból álló képeslap-sorozat jelent meg a szabadkai Jakab és Komor téri zsinagógáról. A Jakab és Komor téri zsinagóga oktatási-kulturális célú hasznosításának folyamatos bemutatásával a Menóra című lap foglalkozik.

## Külső hivatkozások
- TUUM Egyesület
- A szabadkai zsinagóga – Zsinagóga.com